# 미쓰비시UFJ파이낸셜 그룹

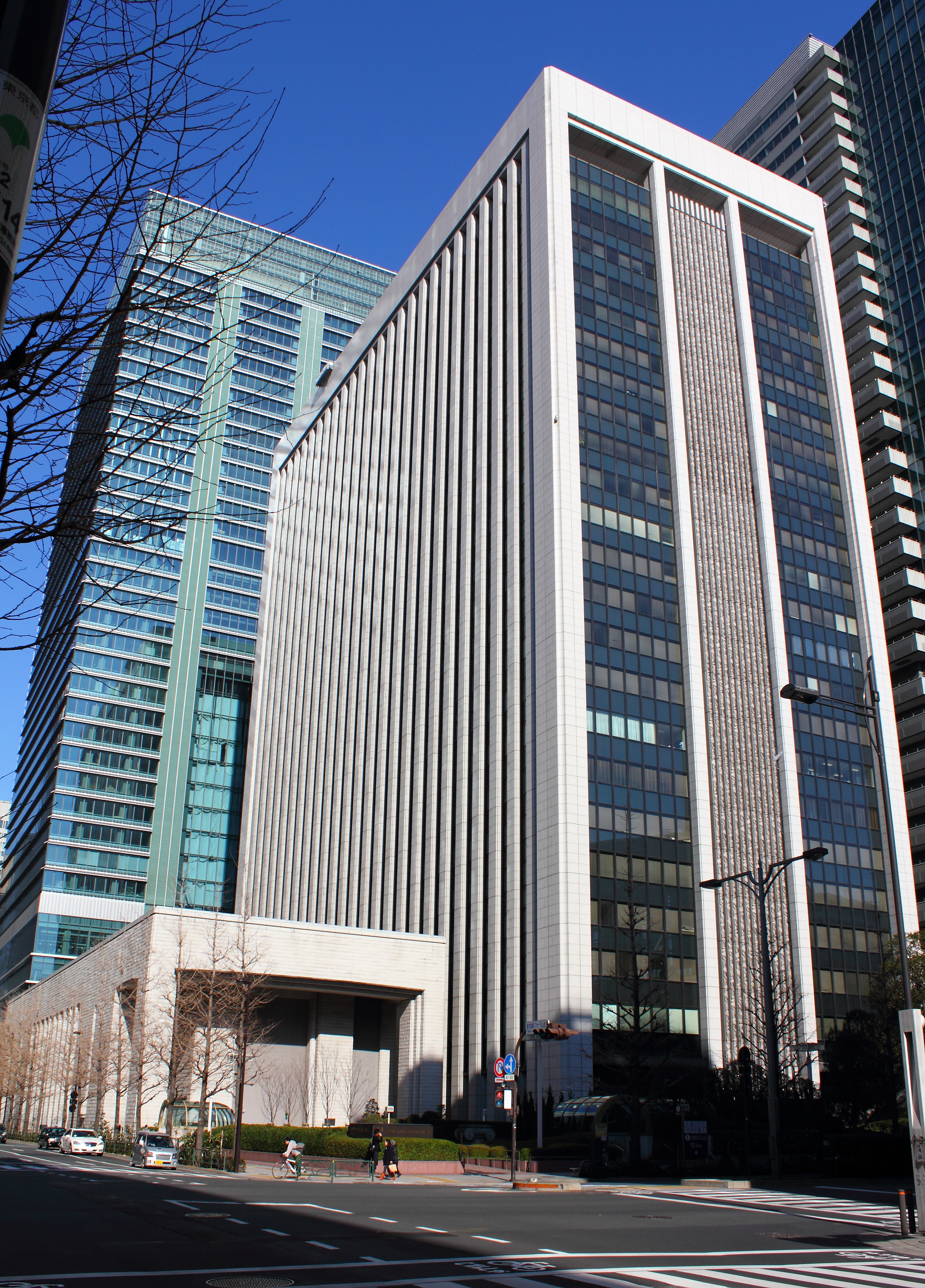

주식회사미쓰비시UFJ파이낸셜 그룹(일본어: 株式会社三菱UFJフィナンシャル・グループ, 영어: Mitsubishi UFJ Financial Group, Inc.)은 일본의 주요 금융지주회사이다.
약칭은 상호의 영문기호의 앞글자를 따 MUFG이다. 주식시장에서의 상장명을 미쓰비시 UFJ로 사용하고 있다.
현재 미쓰비시 UFJ 파이낸셜그룹은 미쓰비시UFJ은행, 미쓰비시UFJ신탁은행, 미쓰비시UFJ신탁홀딩스, 미쓰비시UFJ리스, 미쓰비시UFJ니코스 등의 주요 5개사를 중심으로 한다.

## 개요
2001년 4월 2일 주식회사 도쿄미쓰비시은행(현 미쓰비시UFJ은행), 미쓰비시신탁은행 주식회사(현 미쓰비시UFJ신탁은행) 그리고 일본신탁은행 주식회사(2001년 10월 1일 미쓰비시신탁 주식회사에 흡수 합병됨)가 주식을 이전하여 주식회사 미쓰비시 도쿄 파이낸셜그룹을 설립하였다. 2005년 10월 1일에 주식회사 미쓰비시UFJ신탁홀딩스(등록은 주식회사 UFJ 홀딩스)를 흡수 합병하여 현재의 상호로 변경하였다.
일본 3대 메가뱅크 중 하나로서, 전세계 금융기관 중 15위 규모이고(2023년말 Banker's Top 1,000 Banks 자본금 규모 기준), 미국 Morgan Stanley의 지분을 약 23% 보유한 최대주주이다.
코퍼레이트 컬러는 'MUFG 레드'이고, 그룹 슬로건은 'Quality for You (당신을 위한 최고의 품질)'이다. 구체적으로 서비스, 신뢰도 그리고 국제성에서의 최고 품질을 의미한다. 산하의 미쓰비시UFJ은행은 미쓰비시 그룹 내 금융 업무를 대부분 담당한다. 전신인 구 미쓰비시은행(三菱銀行), 구 산와은행(三和銀行), 구 토카이은행(東海銀行)은 각각 수도권, 오사카·교토·고베을 중심으로 한 간사이 지역권, 나고야권에서 3대 도시권을 지반으로 했다. 구 도쿄은행(東京銀行)의 명성을 이어받아 국제업무에서도 우세하다.